# الحزب الشيوعي البيروفي - الوطن الأحمر

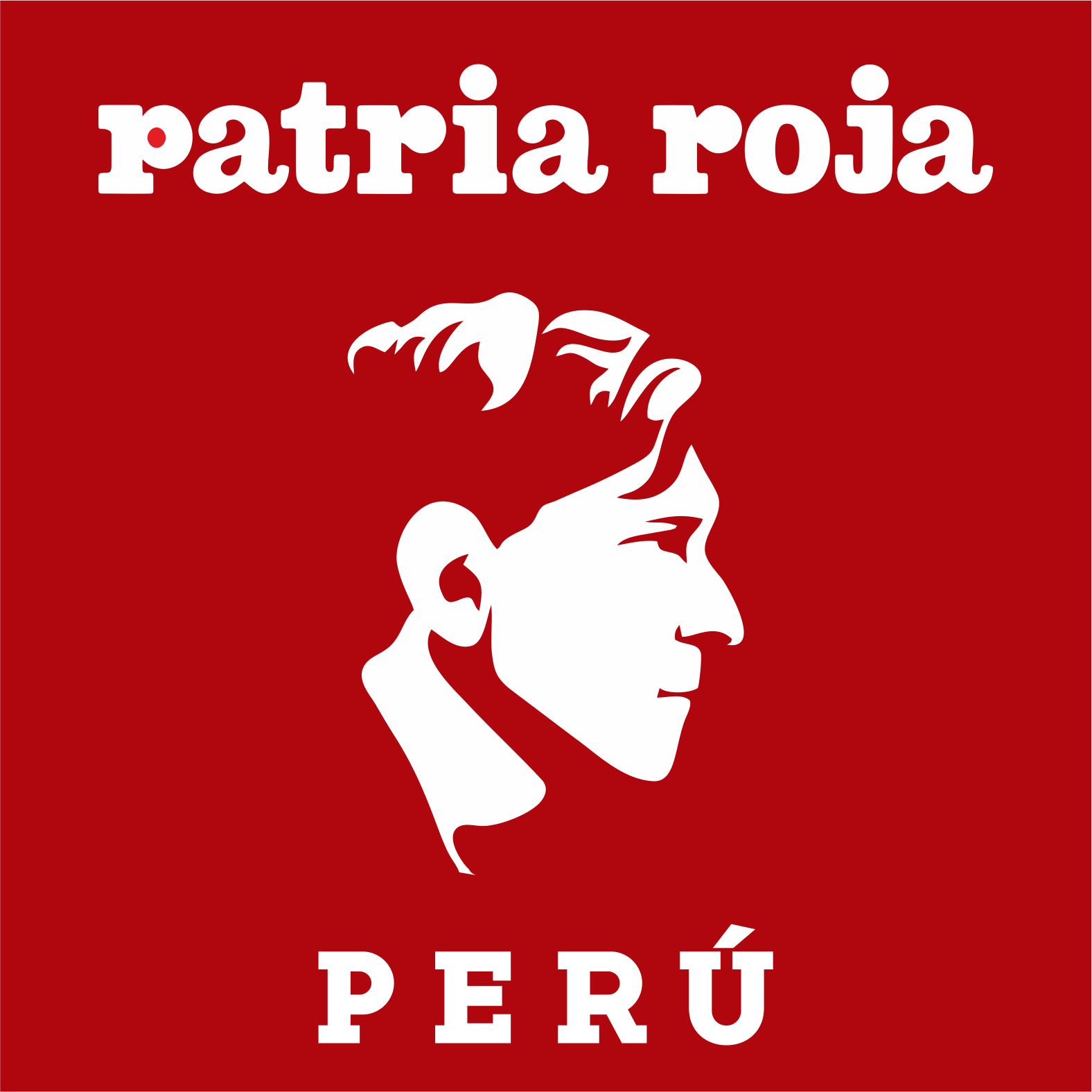
شعار الحزب

الحزب الشيوعي البيرو - الوطن الأحمر (بالإسبانية: Partido Comunista del Perú - Patria Roja) هو حزب سياسي في بيرو تأسس في عام 1970، من خلال انقسام في الحزب الشيوعي البيروفي - العلم الأحمر. يقوده ألبرتو مورينو ورولاندو برينا.
في عام 1980 شارك في الانتخابات العامة على قوائم اتحاد اليسار الثوري. في نفس العام أصبح واحدا من المنظمات المؤسسة لليسار المتحد. بعد سقوط اليسار المتحد، أطلق الحزب حركة اليسار الجديدة كجبهة انتخابية. حاليا الحزب هو المجموعة الماركسية الرئيسية في البلاد. شارك في بناء الجبهة اليسارية العريضة.
الأمين العام للحزب، ألبرتو مورينو، كان مرشح الجبهة اليسارية في الانتخابات الرئاسية لعام 2006.
الجهاز الرسمي للجنة المركزية للحزب يسمى باتريا روجا.